# Monte Athabasca
Il monte Athabasca è una montagna appartenente alle Montagne Rocciose Canadesi, localizzata nella provincia canadese dell'Alberta, all'interno del Jasper National Park.
Ha un'altezza di 3.491 metri sul livello del mare.